# 名字古怪的小矮人兒

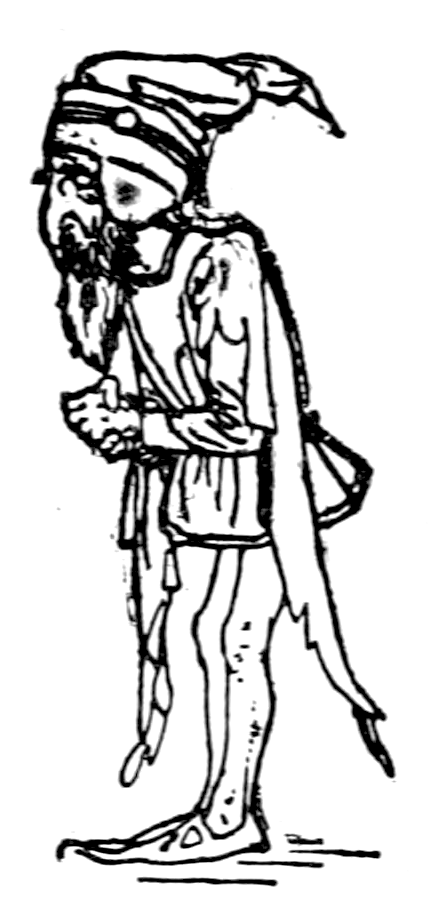

《名字古怪的小妖精灵》（德語：Rumpelstilzchen，音译：龙佩尔施迪尔钦），又譯《侏儒妖》，是格林兄弟收集的一則童話，由格林兄弟最先收錄於1812年的首版《兒童與家庭故事集》之中，其後又歷經數次修訂，於1857年出版最終版本的第55則故事。
在其他許多文化當中，也有許多與該童話相仿的故事，例如：英國的《Tom Tit Tot》（出自约瑟夫·雅各布斯的《English Fairy Tales》）、瑞典的《Päronskaft》（字面意「梨茎」）、阿拉伯語作品《جعيدان》（Joaidane，意為「喋喋不休者」）、斯洛伐克的《Martinko Klingáč》、西班牙的《Ruidoquedito》（意為「小吵鬧」）、希伯来语作品《עוץ לי גוץ לי》（Ootz'Lee Gootz'Lee）、匈牙利的《Pancimanci》和克罗地亚的《Cvilidreta》（意為「哭訴者」）等。

## 概要
有一名磨坊主對國王撒謊，說自己的女兒可以將麥稭紡成金子；國王召見了女孩，把她關進了放著麥稭和紡車的房間裡，要求她在翌日清晨前把麥稭紡成金子，否則就要被處死。正當她感到走投無路時，一個小矮人走了進來，以女孩的項鏈為條件幫她把麥稭變成了金子；第二夜，小矮人又幫助了女孩，並得到了女孩的戒指；到了第三個夜晚，女孩再也沒有東西可以用來報答小矮人，小矮人便要求女孩把她生下的第一個孩子送給他。随后国王迎娶了女孩为皇后，女孩愿意交出她的所有财富来保住她的孩子，但小矮人对此不感兴趣，坚持要求女孩交出孩子，除非她能在三天之内猜出他的名字。女孩的所有猜测都失败了，然而却在最后一晚之前，她走进森林並偶然发现了小矮人的小屋，小矮人围着火堆唱着歌跳舞：
“今天我要烤饼，明天我要酿酒，后天啊皇后的儿子将归我所有！没有人知道我叫龙佩尔施迪尔钦！啊哈，真妙咯！真妙咯！真妙咯！”
第三天，当女孩问道：“你的名字是不是龙佩尔施迪尔钦？”时，小矮人大叫着“一定是鬼告诉你了！”，並把自己撕成了碎片。

## 外部連結
- The Brothers Grimm's 'Rumpelstiltzkin'
- 'Tom Tit Tot: an essay on savage philosophy in folk-tale' by Edward Clodd (1898)（页面存档备份，存于）
- 《名字古怪的小矮人儿》中譯本，帶朗讀